# Hang Cool Teddy Bear
Hang Cool Teddy Bear ist das zehnte Studioalbum des US-amerikanischen Rockmusikers Meat Loaf. In Großbritannien erschien das Album am 19. April 2010, in Deutschland am 23. April und in den USA am 11. Mai. Das Album landete in Großbritannien auf Platz 4 der Charts.

## Entstehung
Auf dem Album sind Brian May, Steve Vai, Justin Hawkins, Jack Black und der Schauspieler Hugh Laurie als Gastmusiker dabei. Es wurde von Rob Cavallo produziert, der auch schon mit Green Day, My Chemical Romance, Paramore und Fleetwood Mac zusammenarbeitete. Die Aufnahmen und das Audio-Mastering fanden im Lightning Sound Studio in Hidden Hills statt.
Killian Kerwin, der normalerweise in Hollywood als Drehbuchautor arbeitet, schrieb die gleichnamige Kurzgeschichte, auf der der gesamte Text des Albums basiert.
Das Album erschien als CD und wurde über Online-Musikdienste angeboten, außerdem war eine limitierte Auflage auf Schallplatte als (Doppelalbum) veröffentlicht worden. Los Angeloser wurde als Single veröffentlicht. Zu dem Lied gibt es ein Musikvideo.

## Songtexte
Jedes Lied präsentiert „ein anderes Szenario seiner [Meat Loafs] Zukunft“.
Der Text handelt von einem Soldaten im Krieg, der verwundet neben der Leiche seines besten Freundes liegt. Jedes Lied handelt dabei von einer anderen Vision des Soldaten, doch anstatt eines Rückblicks auf sein Leben sind es Aussichten auf eine Zukunft, die ebenso passiert sein könnte. Laut Meat Loaf ist es ein „unbestimmter Soldat“ in einem „unbestimmten Krieg“, dessen Freund auf dem Schlachtfeld getötet wird. Die Beschreibungen seien „sehr grafisch“ gehalten. Der Soldat wird letztlich gerettet und verliebt sich in eine Krankenschwester.

## Titelliste
| Nr.          | Titel                                        | Autor(en)                                          | Gastmusiker                                  | Länge |
| ------------ | -------------------------------------------- | -------------------------------------------------- | -------------------------------------------- | ----- |
| 1.           | Peace on Earth                               | T. Driggers                                        |                                              | 6:38  |
| 2.           | Living on the Outside                        | T. Driggers                                        |                                              | 5:03  |
| 3.           | Los Angeloser                                | James Michael                                      |                                              | 4:09  |
| 4.           | If I Can’t Have You                          | Kara DioGuardi, Raine Maida, Paul Freeman          | Kara DioGuardi (Gesang), Hugh Laurie (Piano) | 5:00  |
| 5.           | Love Is Not Real                             | Justin Hawkins, Eric Nally, Meat Loaf, Rob Cavallo | Brian May, Steve Vai (Gitarren)              | 7:33  |
| 6.           | Like a Rose                                  | Kevin Kadish, Jake Scherer                         | Jack Black (Backing Vocal)                   | 3:16  |
| 7.           | Song of Madness                              | T. Driggers, Meat Loaf, Jamie Muhoberac            | Steve Vai (Gitarre)                          | 5:31  |
| 8.           | Did You Ever Love Somebody                   | Marsha Malamet, Liz Vidal                          |                                              | 4:01  |
| 9.           | California Isn’t Big Enough (Hey There Girl) | Justin Hawkins, Eric Nally                         |                                              | 4:43  |
| 10.          | Running Away from Me                         | Jon Foreman                                        |                                              | 3:54  |
| 11.          | Let’s Be in Love                             | Gergory Becker, John Paul White, Mathius Wollo     | Patti Russo                                  | 5:11  |
| 12.          | If It Rains                                  | Jaren Johnston, Neil Mason                         |                                              | 3:56  |
| 13.          | Elvis in Vegas                               | Jon Bon Jovi, Desmond Child, Billy Falcon          |                                              | 6:01  |
| Gesamtlänge: | Gesamtlänge:                                 | Gesamtlänge:                                       | Gesamtlänge:                                 | 64:56 |

## Kritiken

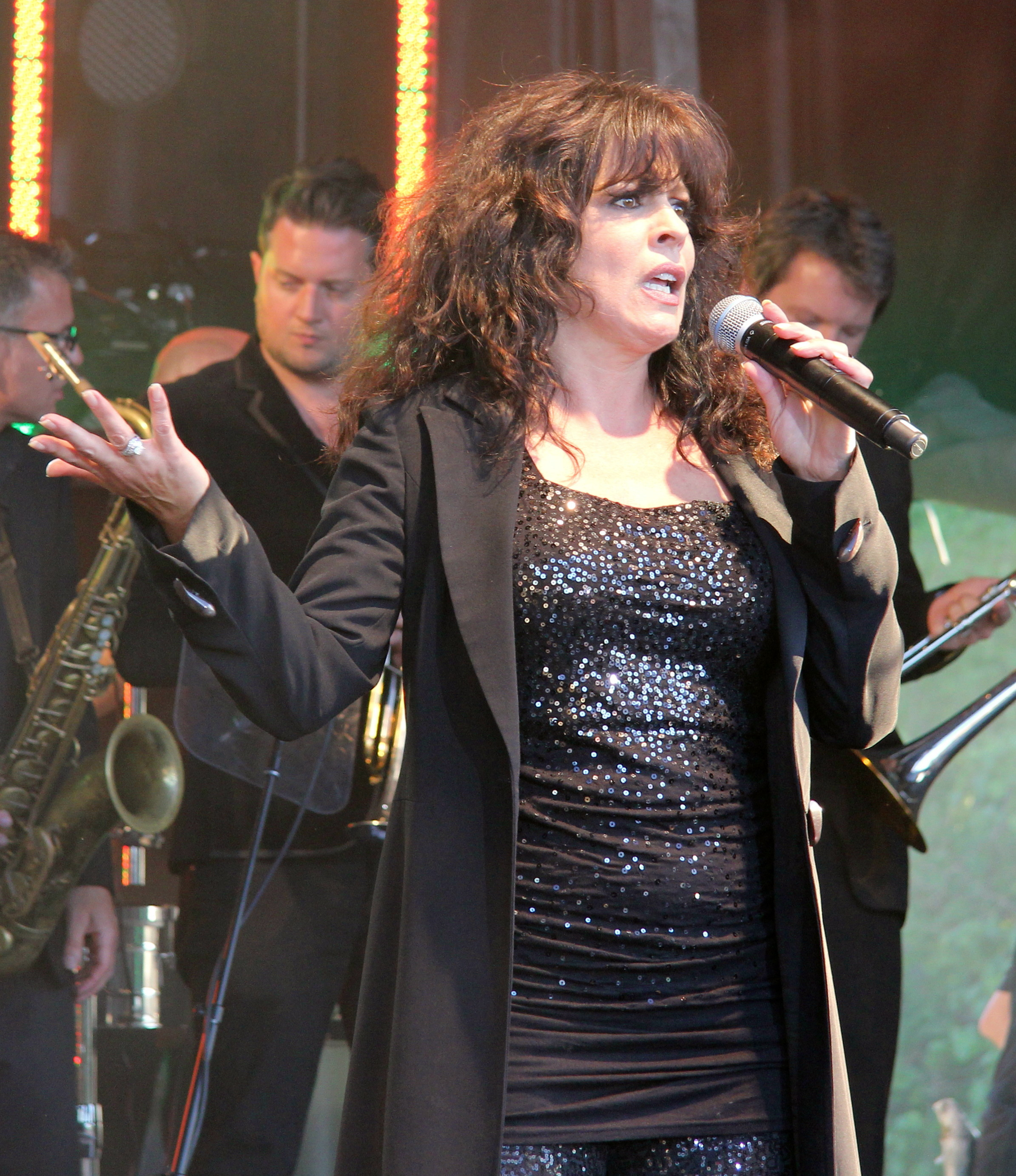
Patti Russo (Foto) übernimmt in Let’s Be in Love den weiblichen Part des Duetts.

Kritiker und Fans nahmen das Album unterschiedlich auf. Während vor allem die vielen Gastauftritte kritisiert wurden, wird von anderen vor allem der „kraftvolle Gesang“ gelobt.
The Independent kritisiert das Album für das exzessive „Ausborgen“ von anderen Bands (z. B. Bruce Springsteen, Beastie Boys), während Lee Davis findet, dass es „das Wort ‚schrecklich‘“ neu definiere. Allmusic schreibt, Meat Loaf brauche die Gastmusiker irgendwie, um das Album aufzupeppen und ist der Meinung:

Not that dignity was ever that important to Meat Loaf, but the shallow spectacle of Hang Cool Teddy Bear lacks the absurd joy of his best: you can hear everybody involved working far too hard to achieve next to nothing.

„Nicht, dass Würde Meat Loaf jemals etwas bedeutet hätte, aber dem oberflächlichen Schauspiel von Hang Cool Teddy Bear fehlt die absurde Freude von seinen besten [Alben]; man hört, wie sich jeder viel zu sehr anstrengt, nur um so gut wie nichts zu erreichen.“

Aaron Mayagoitia, der sein Review mit der Frage „Sollte man sich für ein Meat-Loaf-Album ohne Lieder von Jim Steinman interessieren?“ beginnt, kommt zu dem Schluss, dass es ein „solides Album“ sei und vergibt dafür 9 von 10 Punkten.
Musikalisch sei das Album „die schwerste Aufnahme, die Meat je gemacht hat“, aber genau das wird ihr laut sputnikmusic.com zum Verhängnis:

“Unfortunately for Meat, the nature of the music works to sabotage him, turning his powerful voice into another instrument fighting to be heard through the wall of noise. He was an overpowering presence on the two Bat albums that dominated the charts, while here he sounds like another actor in an ensemble cast.”

„Unglücklicherweise sabotiert diese Art Musik Meat, sie verwandelt seine kraftvolle Stimme in ein weiteres Instrument, dass gegen eine Wand aus Geräuschen ankämpft. Auf den beiden Bat-Alben war er eine übermächtige Erscheinung, die die Charts dominierte, während er hier nur wie ein weiterer Schauspieler in der Besetzung ist.“

Maximilian Blom schrieb in einem Rückblick auf das Werk Meat Loafs über das Album, das Experiment sei gelungen und transferiere „das Fleischklops-Rocktheater mit Bravour und verkannten Krachern wie If I Can’t Have You oder California Isn’t Big Enough (Hey There Girl) endgültig ins 21. Jahrhundert.“ Nie habe der „Loaf'sche Bombast-Rock abwechslungsreicher“ geklungen.
Meat Loaf selbst war der Meinung, dass Hang Cool Teddy Bear das beste Album seiner Karriere gewesen sei.

## Kommerzieller Erfolg
Auszeichnungen für Musikverkäufe

| Land/Region                  | Auszeichnungen für Musikverkäufe (Land/Region, Auszeichnung, Verkäufe) | Verkäufe |
| ---------------------------- | ---------------------------------------------------------------------- | -------- |
| Vereinigtes Königreich (BPI) | Gold                                                                   | 100.000  |
| Insgesamt                    | 1× Gold ·                                                              | 100.000  |

Hauptartikel: Meat Loaf/Auszeichnungen für Musikverkäufe